# Jabłów

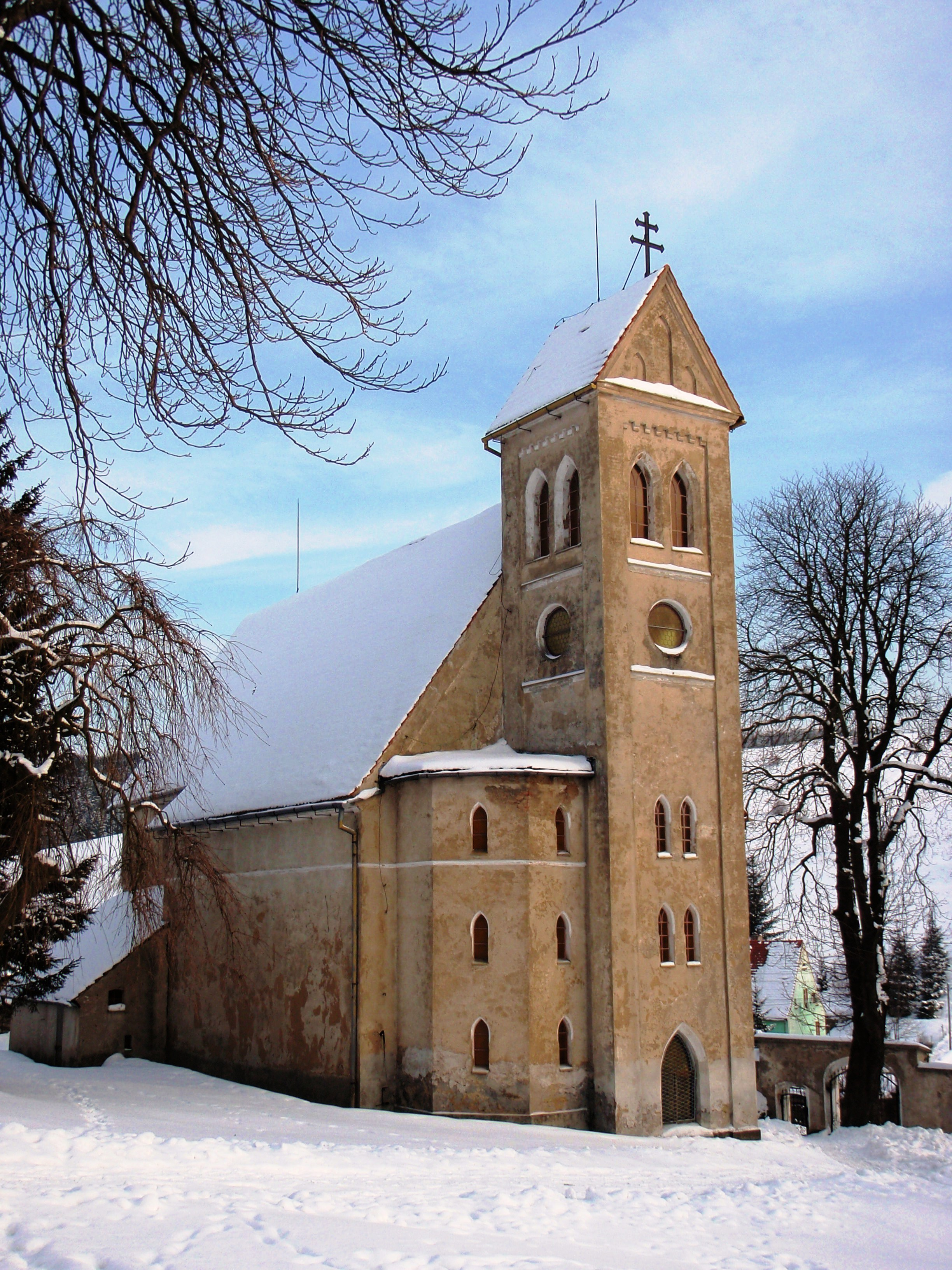
Unsere Liebe Frau von Tschenstochau in Jabłow

Jabłów (deutsch Gaablau) ist ein Dorf im Powiat Wałbrzyski in der Woiwodschaft Niederschlesien in Polen. Es liegt südlich von Stare Bogaczowice, zu dessen Landgemeinde es gehört.

## Geographie
Jabłów liegt im Nordwesten des Waldenburger Berglands. Nachbarorte sind Lubomin im Nordosten, Konradów im Osten, Gorce im Süden und Witków im Nordwesten.

## Geschichte
Gaablau wurde vermutlich um 1290 gegründet und 1305 erstmals im Breslauer bischöflichen Zinsregister als „Gablow, district circa Landeshuttam“ erwähnt. Es gehörte zum Herzogtum Schweidnitz und war 1369 im Besitz des Hans von Czettritz auf Schwarzwaldau. Zusammen mit dem Herzogtum Schweidnitz fiel es nach dem Tod des Herzogs Bolko II. 1368 erbrechtlich an die Krone Böhmen, wobei Bolkos Witwe Agnes von Habsburg ein lebenslanger Nießbrauch zustand. Während der Hussitenkriege wurde Gaablau vermutlich 1425–1427 zerstört und nachfolgend wieder aufgebaut. 1492 ist es im Besitzverzeichnis der Familie von Czettritz enthalten. Ab 1559 wurde Erzbergbau betrieben, und für 1576 sind 26 Bauern nachgewiesen. Für die Jahre 1591 und 1610 sind die Erzbergwerke „Birke“, „Beschert Glück“, „Eiche“ und „Himmelfahrt Christi“ belegt. Ende des 16. Jahrhunderts wurde ein evangelisches Gotteshaus errichtet, das nach dem Dreißigjährigen Krieg am 12. Februar 1654 den Katholiken zugewiesen wurde. Danach war es zunächst Filialkirche von Friedland und später von Gottesberg. Ende des 17. Jahrhunderts wurde der Erzbergbau verstärkt.
Nach dem Ersten Schlesischen Krieg fiel Gaablau zusammen mit dem größten Teil Schlesiens 1742 an Preußen. Im selben Jahr wurde eine evangelische Schule eröffnet sowie in Konradswaldau ein evangelisches Bethaus, zu dem auch Gaablau gehörte. In den Befreiungskriegen lagen 1813 starke russische Truppenverbände in Gaablau, die später an der Schlacht an der Katzbach teilnahmen.
Nach der Neugliederung Preußens gelangte Gaablau 1815 an die Provinz Schlesien und gehörte ab 1816 zum Landkreis Bolkenhain. 1825 bestand Gaablau aus 487 Einwohnern, von denen nur noch 14 als Bergmänner tätig waren. 1845 waren die Steingruben „Emilia Anna“ und „Erwünschte Zukunft“ in Betrieb. In diesem Jahr verkaufte die Familie von Czettritz Gaablau an den Baron Otto von Zedlitz. Er unternahm ab 1854 einen neuerlichen Versuch mit dem Silberbergbau, der jedoch 1866 wieder aufgegeben wurde. Seit 1874 gehörte die Landgemeinde Gaablau zum Amtsbezirk Liebersdorf im Landkreis Landeshut 1910 wurde der Amtsbezirk Liebersdorf in Amtsbezirk Rothenbach in Schlesien umbenannt. Dieser wurde zum 1. April 1934 mit den Landgemeinden Gaablau, Liebersdorf und Rothenbach in den Landkreis Waldenburg eingegliedert. Im Jahre 1900 wurden 1172 Einwohner gezählt, 1939 waren es nur noch 820.
Als Folge des Zweiten Weltkriegs fiel Gaablau 1945 wie fast ganz Schlesien an Polen und wurde in Jabłów umbenannt. Die deutsche Bevölkerung wurde, soweit sie nicht schon vorher geflohen war oder im Bergbau benötigt wurde, vertrieben. Die neuen Bewohner waren zum Teil Heimatvertriebene aus Ostpolen, das an die Sowjetunion gefallen war. 1975–1998 gehörte Jabłów zur Woiwodschaft Wałbrzych (Waldenburg).

## Sehenswürdigkeiten
- Die Ende des 16. Jahrhunderts errichtete evangelische Kirche diente nach dem Dreißigjährigen Krieg als katholisches Gotteshaus. Nach dem Übergang an Polen 1945 wurde sie der „Muttergottes von Tschenstochau“ geweiht. Es ist eine Saalkirche mit Flachdecke und einem Langhaus, das dreiseitig von Emporen umgeben ist. Der Hauptaltar stammt aus den 1620er Jahren, das Gemälde der Muttergottes von Tschenstochau ist aus neuester Zeit. Der barocke Orgelprospekt ist aus dem 18. Jahrhundert. Mitte des 19. Jahrhunderts erfolgte ein teilweiser Umbau im Stil der Neugotik.